# Kondiadou
Kondiadou est une ville et sous-préfecture de la préfecture de Kissidougou, situées dans la région de Faranah en Guinée.